# カッサーノの戦い
カッサーノの戦い（カッサーノのたたかい、イタリア語: Battaglia di Cassano d'Adda）は、スペイン継承戦争における戦闘の一つで、1705年8月16日に現在のイタリア・ロンバルディア州ミラノ県の都市カッサーノ・ダッダでオーストリアとフランス軍が衝突した。
オーストリアのイタリア方面軍司令官プリンツ・オイゲンは1704年にドイツへ移り、ブレンハイムの戦いでイングランド軍司令官マールバラ公ジョン・チャーチルと共にフランス・バイエルン連合軍を撃破してドイツの危機を救ったが、イタリアではオーストリアと同盟していたサヴォイア公ヴィットーリオ・アメデーオ2世がヴァンドーム公ルイ・ジョゼフ・ド・ブルボンが率いるフランス軍に攻撃され救援を要請したため、4月にイタリアのロヴェレートに到着したオイゲンはイタリア方面軍を任せていたグイード・フォン・シュターレンベルクと交代、サヴォイアをフランス軍の圧力から解放すべく進軍した。
ヴァンドームはオイゲンの進軍を阻止すべくロンバルディアに布陣、カッサーノ付近を流れるアッダ川にはヴァンドームの弟フィリップが布陣していた。オイゲンはオーストリア軍を率いて西へ進みフィリップの軍勢を圧倒したが、ヴァンドームの救援とオイゲン自身の負傷、アッダ川が雨で増水して溺死者が続出したため渡河を断念、フランス軍の戦略的勝利に終わった。オーストリア軍の成果はオーリオ川東岸の確保とサヴォイアのフランス軍の動きを鈍らせただけだった。
オイゲンは11月に軍事作戦を中止、再びオーストリアへ戻り戦略を練り直していった。一方のフランス軍も行動を控えたため戦役は中断されたが、1706年になると1月にニースがフランス軍に奪われた（ニース包囲戦）ことから戦役が再開された。